# John Collins (koszykarz)
John Martin Collins III (ur. 23 września 1997 w Layton) – amerykański koszykarz, grający na pozycji silnego skrzydłowego, od 2023 zawodnik Utah Jazz.
7 lipca 2023 został wytransferowany do Utah Jazz.

## Osiągnięcia
Stan na 3 października 2023, na podstawie, o ile nie zaznaczono inaczej.
NCAA
- Uczestnik turnieju NCAA (2017)
- Największy postęp konferencji Atlantic Coast (ACC – 2017)
- Zaliczony do:
  - I składu ACC (2017)
  - II składu All-American (2017 przez  Basketball Times)

NBA
- Zaliczony do:
  - I składu letniej ligi NBA (2017)
  - II składu debiutantów NBA (2018)[4]
- Uczestnik:
  - Rising Stars Challenge (2018, 2019)[5]
  - konkursu wsadów NBA (2019)